# Skały krystaliczne
Skały krystaliczne
1. Ogólna nazwa skał posiadających wyraźną strukturę krystaliczną, są to skały zbudowane z minerałów, których ziarna są rozwinięte w postaci kryształów. Do grupy skał krystalicznych należą skały: magmowe, metamorficzne i niektóre osadowe jak gipsy, sole, dolomity.
W skałach krystalicznych ze względu na wielkość kryształów wyróżnia się:
- skały jawnokrystaliczne – kryształy są widoczne gołym okiem
- skały skrytokrystaliczne – obserwację kryształów umożliwia mikroskop
- skały porfirowe – w skrytokrystalicznym cieście skalnym tkwią pojedyncze, dobrze rozwinięte kryształy.

Termin skały krystaliczne w tym znaczeniu jest jak najbardziej logiczny i poprawny, ale zupełnie nieużywany przez geologów, czyli ludzi profesjonalnie zajmujących się skałami.
2. Termin skały krystaliczne w geologii stosowany jest wyłącznie jako określenie skał magmowych (zwykle głębinowych) i metamorficznych.